# Golfo de Gabès

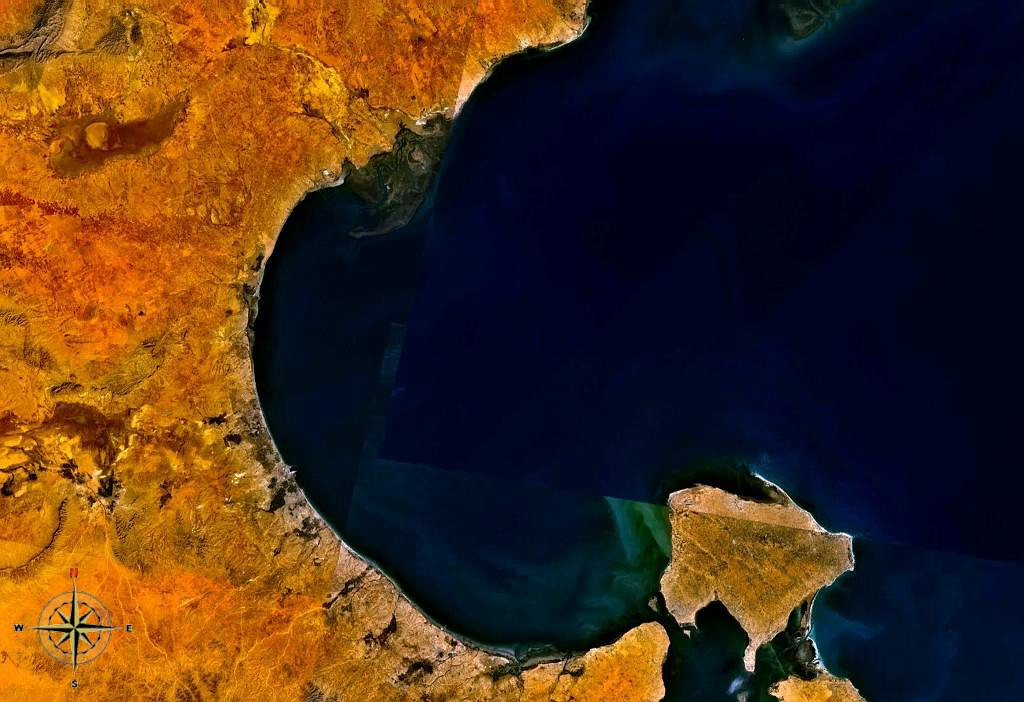
Foto de satélite do golfo de Gabès

O golfo de Gabès ou Gabes (em árabe: خليج قابس) é um golfo do mar Mediterrâneo situado no sudeste da Tunísia. Banha a ilha de Djerba e as cidades de Sfax e Gabès. O golfo deve o nome graças à cidade de Gabès. Existe um arquipélago no golfo: as Ilhas Kerkennah.